# Мадам (титул)
Мадам (фр. Madame) — титул представительницы королевского дома Франции в период Старого Режима.
При Старом Режиме титул «Мадам» давался жене родного брата короля Франции, следующего за ним по старшинству и имевшего титул «Месье». Титул известен с XVII века. Впервые его получила Мария Бурбон-Монпансье, герцогиня Орлеанская — первая жена Гастона Орлеанского, брата Людовика XIII. Далее этот титул имела Генриетта Анна Стюарт, герцогиня Орлеанская — жена Месье Герцога Филиппа Орлеанского, младшего брата Людовика XIV.
После смерти Мадам Генриетты, в декабре 1671 года Филипп Орлеанский вступил в брак с пфальцской принцессой Елизаветой Шарлоттой, которая получила титул Мадам Елизавета или Мадам Пфальцская, этот титул она сохраняла до своей смерти в 1722 году.
На протяжении более семидесяти лет, с 1701 по 1774 годы, этот титул Мадам — жена брата короля, не носили представители королевского дома Франции, так как Людовик XV был младшим из сыновей герцога Людовика Бургундского, сына Великого дофина и внука Людовика XIV и на момент восхождения на трон не имел братьев, соответственно не было и жён братьев. Только с воцарением Людовика XVI, жена его брата графа Луи-Станисласа Прованского графиня Прованская получила титул Мадам. После казни Людовика XVI и смерти Людовика XVII, граф Прованский был провозглашен королём Людовиком XVIII, а его жена стала де-юре королевой Франции, а жена брата графа Шарля д’Артуа — графиня Мария-Тереза д’Артуа, стала де-юре Мадам.
Титул был официально восстановлен при Реставрации Бурбонов в 1814, но реально не использовался, так как титул Мадам должна была носить скончавшаяся ещё в 1805 году графиня Мария-Тереза д’Артуа — жена Шарля Бурбона, графа д’Артуа, ставшего в 1824 королём Карлом X.

## Принцессы, носившие титул Мадам
- Мария Бурбон-Монпансье, герцогиня Орлеанская (1625—1627);
- Генриетта, герцогиня Орлеанская (1659—1670);
- Елизаветой Пфальцская, герцогиня Орлеанская (1671—1722);
- Мария-Жозефина, графиня Прованская (1774—1795);
- графиня Мария-Тереза д’Артуа (1795—1805).